# Рудольф Рамек
Рудольф Рамек (нім. Rudolf Ramek; 12 квітня 1881, Тешен, Австрійська Сілезія — 24 липня 1941, Відень) — австрійський політик, Федеральний канцлер Австрії у 1924—1926 роках.
Рамек народився у Тешені в Австрійській Сілезії (нині Цешин, Польща). Член Християнської соціалістичної партії. Займав пост Федерального канцлера Австрії з 20 листопада 1924 до 20 жовтня 1926. Помер у Відні й похований на зальцбурзькому муніципальному цвинтарі.